# سوسني (لون)
سوسني هو مصطلح لون غير محدد بشكل قاطع، حيث يشير عادة لغالب التدرجات اللونية بين الأرجواني المُزرق حتى الأرجواني.
لكن بعض التطبيقات تضم إلى هذا اللون مجموعة أوسع من التدرجات اللونية بما في ذلك اللون الأزرق الفاتح والخُبّازي والوردي وحتى الأصفر (لون الجزء الداخلي من زهرة السوسن).
الاسم مشتق من زهرة السوسن التي تأتي في طائفة واسعة من الألوان.